# Rubicon (álbum de Tristania)
Rubicon es el sexto álbum de estudio de la banda gótica noruega Tristania, editado bajo la etiqueta Napalm Records, con la cual grabaron sus primeros tres discos. Fue lanzado el 25 de agosto de 2010. 
Es el primero en más de tres años y el debut al frente de la cantante italiana Mariangela Demurtas. De igual forma, presenta por primera vez en el bajo y coros a Ole Vistnes, a la guitarrista Gyri Smørdal Losnegaard y al baterista Tarald Lie Jr.
También es la primera vez que las voces duras guturales son totalmente realizadas por Anders Høyvik Hidle. Asimismo, Rubicon marcó el regreso de Pete Johansen en los violines después de casi diez años de no participar en un álbum de Tristania, desde su World of Glass (2001). 
Por otro lado, Østen Bergøy aparece de nuevo como miembro de sesión, a pesar de que él estuvo fuera de la banda en todo el año 2009, ya que ha sido padre y cuidaba de sus bebés. Sin embargo, se tomó un tiempo fuera debido a su paternidad para realizar algunas voces de sesión en Rubicon. No se sabe si será de nuevo un miembro permanente o no en el futuro. 
"Year of the Rat" fue lanzado el 12 de agosto de 2010 como el único sencillo del álbum, el cual fue acompañado por un vídeo de promoción, el quinto oficial de la banda y el primero desde "Libre" (2005).

## Concepto musical
Inmediatamente después de la publicación del álbum anterior "Illumination" (2007), la cantante Vibeke Stene anunció su salida de la banda, justo antes de una gira programada, en una actitud que no fue tan bien recibida por los demás compañeros.
La banda empezó a buscar una nueva vocalista y la encontró muy rápido en el Mediterráneo, con  Mariangela Demurtas (nativa de Cerdeña). En los años siguientes la banda hizo una limpieza casi completa en la formación original. El líder compositor/guitarrista Anders Hidle y el tecladista co-funcador Einar Moen permanecieron a bordo, como únicos sobrevivientes. 
El recién llegado bajista Ole Vistnes se convirtió en un miembro permanente desde 2009 y se ha manifestado como coescritor y productor en este sexto álbum de estudio. Posteriormente el segundo guitarrista (asumido por primera vez por una mujer) con Gyri Losnegaard, y el baterista Taral Lie Jr. tomaron  un lugar permanente en Tristania. 
Una de las  noticias de que más llamaron la atención con una  banda renovada, fue el reclutamiento del vocalista Kjetil Nordhus en 2010, un nombre destacado en el pasado dentro de Green Carnation y Trail of Tears.  Nordhus había ayudado a la banda en shows en vivo durante un tiempo cuando Østen Bergøy dio un paso atrás porque se convirtió en  padre. Ahora que la salida de Bergøy parece definitiva, la contratación real de Kjetil parecía ser un paso lógico.
Entre los créditos a favor de la banda fue no buscar una copia del estilo de Vibeke. Mariangela tiene una voz menos dominante y ella lidera al grupo en el videoclip y sencillo  "Year of the rat" y en el alegre y ligero "Protection" en la dirección de las canciones pop pegadizas, aunque Hidle contribuye con algunos gruñidos exquisitos en el segundo tema. Kjetil, aparece de la tercera canción  “Patriot Games ", y su voz cautivante es muy reconocible por su tono bajo y misterioso (canción con un estribillo pegadizo y animado), así como en las maravillosas 'Exil', "Sirens" y finalmente, "Vulture", el único tema en el que se acreditó en su composición musical.
En el medio tenemos la balada "The Passing", graciosamente acompañada con violines por el músico invitado Pete Johansen. Al instante se reconoce su estilo de The Sins Of Thy Beloved y es su primera contribución a un álbum de Tristania desde “World of Glass" (2001). Los violines,  a veces poco visibles, están presentes en muchas de las canciones, otra vez en parajes solitarios emotivos.  Otro vínculo con el pasado es el destacado productor Waldemar Sorychta, quien les ayudó con la elaboración de este disco.
Después se encuentra la sensible "Amnesia” (con coro un poco menos interesante) e incluso “Megical Fix”, piezas que recuerdan las amplitudes vocales de Borknagar. Una vez más escuchamos  algunos gruñidos en esta pista (siendo la más pesada), aunque en general, son bastante más escasos de lo que se ha escuchado en trabajos de años anteriores. 
Finalmente, Tristania coquetea con su lanzamiento anterior con los ocho minutos de duración de “Illumination”, que pareciera ser una referencia a su disco titulado de esa forma. El final, con letras convincentes en noruego, es realmente excepcional. 
En síntesis, “Rubicon” es un disco decididamente comercial, con canciones cortas y frescas (a excepción de la última). A pesar de ser recibido con cierto escepticismo debido a sus cambios de line-uo y a la notable ausencia de Vibeke Stene, la crítica de los fanes y la prensa ha sido en general buena hacia este álbum.

## Grabación
Tanto los instrumentos como las voces, se grabaron en fechas distintas y por separado, e incluso en diferentes estudios. La batería fue lo primero en ser registrado, en el Tanken Studio, Oslo por Fredrik Wallumrød, en enero de 2010. 
Las guitarras, el bajo y el violín se grabaron  en el K-Lab Studio, Stavanger por Anders Hidle Høyvik y Ole Vistnes, en febrero de 2010
Las voces fueron grabadas en el Amadeus Studio, Oslo por Sigmund Vegge y Waldemar Sorychta, entre febrero y marzo de 2010.
El disco fue mezclado por Sorychta y Koehne Dennis en Flying Pigs Studio, en abril de 2010. Finalmente fue masterizado por Svante Forsbäck @ Chartmakers (www.chartmakers.fi), en mayo de 2010
El diseño y fotografías se efectuaron en mayo de 2010 en el estudio Angst-im-Wald de Alemania.
Las fechas de lanzamiento fueron anunciadas el 9 de junio de 2010, y se fijaron en Europa entre el 25 y el 30 de agosto de 2010. En Estados Unidos y Canadá se conoció hasta el 31 de agosto de 2010.

## Lista de canciones
| N.º | Título                                    | Letras                        | Música                         | Duración |  |
| 1.  | «Year of the Rat»                         | Bergøy                        | Hidle/Vistnes/Demurtas         | 4:35     |  |
| 2.  | «Protection»                              | Bergøy                        | Hidle/Vistnes/Demurtas         | 4:15     |  |
| 3.  | «Patriot Games»                           | Bergøy                        | Hidle/Vistnes                  | 3:27     |  |
| 4.  | «The Passing»                             | Lie Jr./Fredrik Sele/Demurtas | Hidle/Vistnes/Demurtas         | 4:48     |  |
| 5.  | «Exile»                                   | Bergøy                        | Hidle/Vistnes/Demurtas         | 4:26     |  |
| 6.  | «Sirens»                                  | Bergøy                        | Hidle/Vistnes/Demurtas         | 4:27     |  |
| 7.  | «The Emerald Piper» (Digipak bonus track) | Bergøy                        | Hidle/Vistnes                  | 3:06     |  |
| 8.  | «Vulture»                                 | Hidle/Lie Jr.                 | Vistnes/Sorychta/Vegge/Nordhus | 3:43     |  |
| 9.  | «Amnesia»                                 | Vistnes/Lie Jr.               | Hidle/Vistnes                  | 4:54     |  |
| 10. | «Magical Fix»                             | Lie Jr.                       | Vistnes/Hidle/Lie Jr./Sorychta | 4:20     |  |
| 11. | «Illumination»                            | Bergøy                        | Moen                           | 8:13     |  |
| 12. | «Caprice» (Japanese bonus track)          |                               |                                | 3:38     |  |

## Créditos
- Mariangela Demurtas - Voz Femenina
- Anders Høvyvik Hidle - Guitarra, Voces Guturales en "Protection" & "Magical Fix"; coros guturales en "Patriot Games", "Vulture" & "Illumination"
- Gyri Smørdal Losnegaard - Guitarra
- Ole Vistnes - Bajo, Coros voz limpia
- Tarald Lie Jr.- Batería
- Einar Moen - Teclados y programación
- Kjetil Nordhus - Voz Limpia

Miembros de sesión:
- Pete Johansen - Violín en "Patriot Games", "The Passing", "Sirens", "Amnesia" & "Illumination"
- Østen Bergøy – vocales limpias adicionales en "Patriot Games", "Exile", "Sirens" & "Illumination"
- Sigmund Olgart Vegge - vocles guturales adicionales  en "Vulture"